# Ederlezi

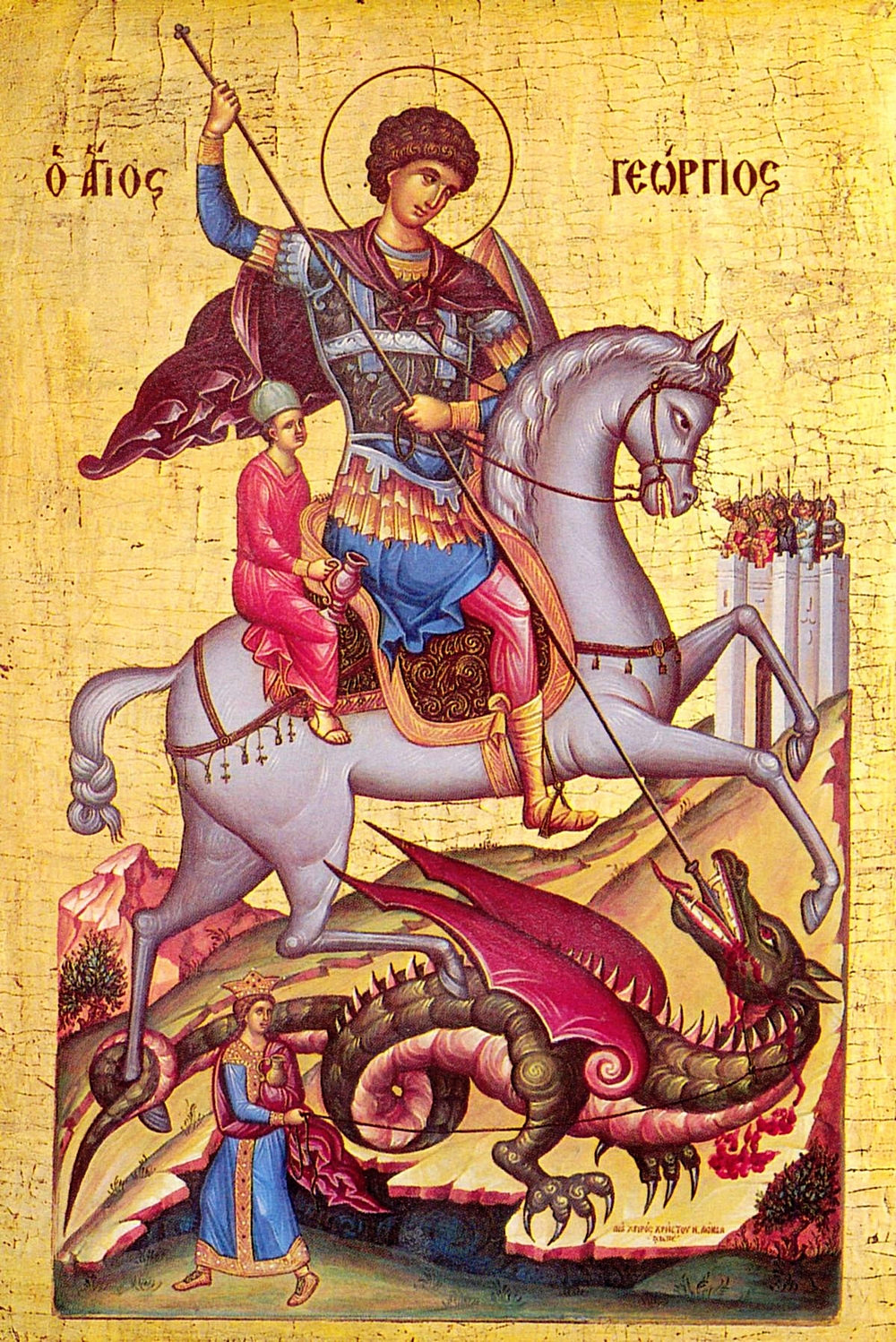
Byzantská ikona sv. Jiří zabíjejícího draka.

Ederlezi je tradiční romská lidová píseň původem z Balkánu. Kromě romské komunity se rozšířila mezi všechny kultury a národy poloostrova.
Její název, který do romského jazyka přišel původně z turečtiny, oslavuje původní pohanský svátek obětování jehněte. V pravoslavných kulturách odkazuje k 6. květnu, kdy se slaví tzv. den svatého Jiří.
Píseň zpopularizoval zpěvák Goran Bregović v srbské verzi (Đurđevdan/Ђурђевдан), která vyšla na albu skupiny Bijelo dugme v roce 1988. Od té doby se objevila v několika filmech (včetně např. amerického snímku Borat, jugoslávského filmu Dům k pověšení) a její text byl přeložen do řady jazyků, jako např. do řečtiny, nebo polštiny. Tyto texty vycházejí ze srbskochorvatského originálu, který se však od původního romského textu značně liší.
Současný srbský text písně pochází z poloviny 20. století. Vznikl ve vlaku zajatců, směřujících ze Sarajeva do koncentračního tábora Jasenovac během druhé světové války. V Česku se romská sdružení pokoušela uspořádat soutěž o lokalizovanou verzi písně. Píseň je oblíbená mezi Romy na Balkáně, v Turecku, Rusku a dalších oblastech po celém světě, kde je významná romská diaspora. Existuje více jazykových verzí, např. bulharská, francouzská, turecká, řecká a podobně.

## Text

### Romská verze
- Oro — balkánský tradiční tanec (známý také jako Horo nebo Hora)
- Ederlezi — v kontextu písně je Ederlezi chápán jako svátek, kterým Romové a další národy slaví příchod jara

| Romsky | Česky |
| --- | --- |
| Sa me amala oro khelena, Oro khelena, dive kerena, Sa o Roma, daje. Sa o Roma, babo, babo, Sa o Roma, o, daje, Sa o Roma, babo, babo, Ederlezi, Ederlezi. Sa o Roma, daje. Sa o Roma, babo, e bakren chinen, A me, chorro, dural beshava. Romano dive, amaro dive. Amaro dive, Ederlezi. E devado, babo, amenge bakro. Sa o Roma, babo, e bakren chinen. Sa o Roma babo, babo, Sa o Roma, o daje, Sa o Roma, babo, babo. Ederlezi, Ederlezi. Sa o Roma, daje. | Všichni moji přátelé tančí oro, Tančí oro, oslavují tento den, Všichni Romové, mámo. Všichni Romové, babi, babi. Všichni Romové, och, mámo. Všichni Romové, babi, babi. Ederlezi, Ederlezi. Všichni Romové, mámo. Všichni Romové, babi, porážejí ovce, A já — chudák, sedím daleko sám. Romský den — náš den. Náš den — Ederlezi. A darovali nám, babi, beránka. Všichni Romové, babi, porážejí ovce. Všichni Romové, babi, babi. Všichni Romové, och, mámo. Všichni Romové, babi, babi. Ederlezi, Ederlezi. Všichni Romové, mámo. |

### Srbská verze
| Srbsky | Česky |
| --- | --- |
| Прољеће на моје раме слијеће, Ђурђевак зелени, Свима осим мени. Друмови одоше а ја оста. Нема звијезде Данице, Моје сапутнице. Еј коме сада моја драга, На ђурђевак мирише, Мени никад више. Ево зоре, ево зоре, Богу да се помолим. Ево зоре, ево зоре, Еј Ђурђевдан је, А ја нисам с оном коју волим. Њено име нека се спомиње, Сваког другог дана, Осим Ђурђевдана. | Jaro dosedlo na moje ramena, Konvalinka zelená, Všem kromě mě. Cesty se rozbíhají a já zůstávám. Hvězda Jitřenka nevychází, Moje průvodkyně. Komu teď moje drahá, Voní jako konvalinka, Mi už nikdy více. Už se svítá, už se svítá, K bohu se pomodlím. Už se svítá, už se svítá, Djurdjevdan je, a já nejsem s tou, kterou miluji. Ať si na její jméno vzpomenu, Jakýkoliv jiný den, Kromě Djurdjevdanu. |

## Galerie

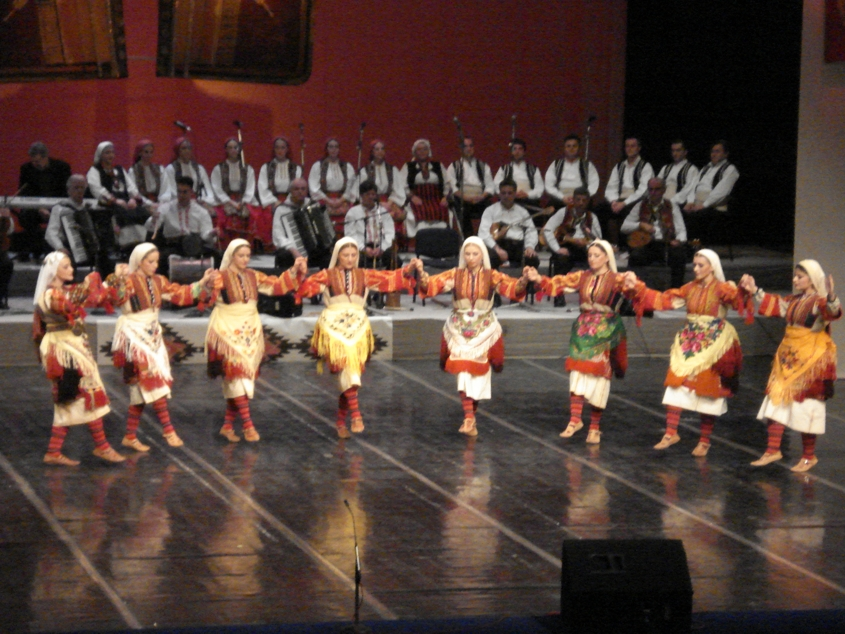
Tanec Oro v Severní Makedonii (makedonsky Хоро)
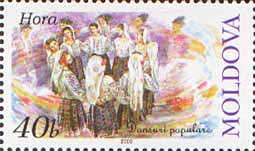
Moldavská známka vyobrazující tanec Oro